# Инспектор Морс
Инспектор Индевор Морс (англ. Detective Chief Inspector Endeavour Morse) — герой 13 детективных романов британского писателя Колина Декстера, а также телевизионного сериала, снятого телекомпанией Central Independent Television в период с 1987 по 2000 годы. Морс возглавляет отдел уголовных расследований (Criminal Investigation Department) отделения полиции «Темз Вэллей» в г. Оксфорд, Англия. Он впервые появляется в первом романе Декстера «Последний автобус на Вудсток» в 1975 году.

## Имя и семья
Имя Морса, Индевор, сохраняется в тайне до конца романа «Смерть у меня по соседству» (англ. Death is Now My Neighbour). Традиционно, Морс требует, чтобы к нему обращались «Морс», а также шутит, что «Инспектор» и есть его имя. Столь необычное имя (Endeavour — рус. Стремление) происходит от названия корабля HM Bark Endeavour, так как мать Морса была из квакеров, которые славились тем, что давали своим детям «имена по добродетелям»; отец же Морса был поклонником капитана Джеймса Кука. Из-за нежелания носить своё христианское имя Индевор, во время обучения в школе, к Морсу прикрепляется прозвище Язычник (англ. Pagan).
Автор романов о Морсе Колин Декстер — большой любитель кроссвордов, имя своему герою он дал в честь сэра Джереми Морса (Sir Jeremy Morse), основного конкурента Декстера в составлении ключей к кроссвордам.
Из серии «Херувим и Серафим» (англ. Cherubim and Seraphim) становится известным, что родители Морса развелись, когда ему было 12 лет, и что он жил с матерью, пока она не умерла тремя годами позже. Ему пришлось жить с отцом и его новой семьёй: сводной сестрой Джойс и мачехой Гвен, с которой у Морса не сложились отношения.

## Привычки и черты характера
Морс представляет собой типичного англичанина из верхушки среднего класса. Он белый мужчина среднего возраста. Любитель эля, кроссвордов и музыки Вагнера, он обладает определённым интеллектуальным снобизмом и мрачным характером. Его можно отнести к весьма распространённому в литературе типу «Детектив-джентльмен» (англ. gentleman detective), наряду с инспектором Линли Элизабет Джордж, Эркюлем Пуаро Агаты Кристи, Адамом Дэлглишем Ф. Д. Джеймс, Родериком Аллейном Найо Марш, Питером Уимзи Дороти Сэйерс, и, конечно, Дюпеном Эдгара Алана По.
По мнению некоторых критиков, Морс был женоненавистником. Стоит, однако, отметить, что за женоненавистничество можно ошибочно принять природную сдержанность Морса, его замкнутый характер. В романе «Дочери Каина» (англ. The daughters of Cain) прослеживается намек на романтические отношения Инспектора Морса и Элли Смит.
Из романа «Смерть у меня по соседству» (англ. Death is Now My Neighbour) читатель узнаёт, что Морсу поставлен диагноз диабет, и на протяжении всей книги он стойко сражается с недугом.
Инспектор Морс — образованный человек, его возмущают стилистические и грамматические ошибки. Это, в том числе, подтверждается тем фактом, что в каждом направляемом ему документе он умудряется найти, по крайней мере, одну такую ошибку. В своих расследованиях он пользуется дедуктивным методом и придерживается принципа, что «последним, видевшим жертву в живых, был убийца».

## Карьера
Несмотря на то, что подробности служебной карьеры Морса не раскрываются автором в полной мере, читателю известно, что будучи школьником Морс выиграл право обучения (стипендию) в Оксфорде, но был отчислен за неуспеваемость, которая стала следствием неудачной любовной связи. Будучи вынужденным покинуть университет, Морс пошёл в армию, а затем на службу в полицию.
Инспектор Морс завершает жизнь в последнем романе Колина Декстера «День покаяния» (англ. The Remorseful Day), умирая в больнице от инфаркта миокарда.

## Романы из серии об Инспекторе Морсе
- Последний автобус на Вудсток (Last Bus to Woodstock), 1975
- Last Seen Wearing (1976)
- Безмолвный мир Николаса Квина (The Silent World of Nicholas Quinn), 1977
- Service of All the Dead (1979)
- The Dead of Jericho (1981)
- Загадка третьей мили (The Riddle of the Third Mile), 1983
- The Secret of Annexe 3, 1986
- The Wench is Dead (1989)
- Драгоценность, которая была нашей (The Jewel That Was Ours), 1991
- Путь сквозь лес (The Way Through the Woods), 1992
- Дочери Каина (The Daughters of Cain), 1994
- Death is Now My Neighbour (1996)
- The Remorseful Day (1999)

Инспектор Морс также появляется в нескольких сборниках рассказов Декстера, в частности, в Morse’s Greatest Mystery and Other Stories (1993, дополненное издание 1994).

## Экранизация
По мотивам произведений Декстера был снят успешный сериал «Инспектор Морс»; отснято 12 сезонов, 33 серии с 1987 по 2001 год.

Актёр Джон Тоу (John Thaw (англ.)) получил престижную премию BAFTA за созданный им образ Инспектора Морса.
В 2012 «ITV Studios» выпустила в эфир сериал-приквел «Индевор» (или «Молодой Морс») о молодом инспекторе Морсе, которого играет актёр Шон Эванс. На 2022 год запланирована премьера девятого сезона.